# Benjamin Alden Bidlack
Benjamin Alden Bidlack (* 8. September 1804 in Paris, New York; † 6. Februar 1849 in Bogotá, Kolumbien) war ein US-amerikanischer Politiker. Zwischen 1841 und 1845 vertrat er den Bundesstaat Pennsylvania im US-Repräsentantenhaus.

## Werdegang
Benjamin Bidlack besuchte die öffentlichen Schulen seiner Heimat und die Wilkes-Barre Academy. Nach einem anschließenden Jurastudium und seiner 1825 erfolgten Zulassung als Rechtsanwalt begann er in Wilkes-Barre in diesem Beruf zu arbeiten. Noch im selben Jahr wurde er zum Bezirksstaatsanwalt im Luzerne County gewählt. 1830 zog er nach Milford, 1834 wurde er Kämmerer im dortigen Pike County. Danach kehrte er nach Wilkes-Barre zurück, wo er zwei Zeitungen herausgab. Politisch schloss er sich der Demokratischen Partei an. In den Jahren 1835 und 1836 war er Abgeordneter im Repräsentantenhaus von Pennsylvania.
Bei den Kongresswahlen des Jahres 1840 wurde Bidlack im 15. Wahlbezirk von Pennsylvania in das US-Repräsentantenhaus in Washington, D.C. gewählt, wo er am 4. März 1841 die Nachfolge von David Petrikin antrat. Nach einer Wiederwahl im elften Distrikt seines Staates konnte er bis zum 3. März 1845 zwei Legislaturperioden im Kongress absolvieren. Diese Zeit war von den Spannungen zwischen Präsident John Tyler und den Whigs belastet. Außerdem wurde damals bereits über eine mögliche Annexion der seit 1836 von Mexiko unabhängigen Republik Texas diskutiert.
Nach dem Amtsantritt des demokratischen Präsidenten James K. Polk wurde Bidlack zum amerikanischen Chargé d’affaires in Neugranada ernannt. Dieses Amt bekleidete er bis zu seinem Tod. In dieser Eigenschaft gelang es ihm, einen Freundschaftsvertrag zwischen Neugranada und den Vereinigten Staaten auszuhandeln, der den USA das Recht eines Kanalbaus bzw. einer Eisenbahnstrecke durch den Isthmus von Panama einräumte. Benjamin Bidlack starb am 6. Februar 1849 in Bogotá, wo er auch beigesetzt wurde.